# Diniatys
Diniatys is een geslacht van weekdieren uit de klasse van de Gastropoda (slakken).

## Soorten
- Diniatys dentifer (A. Adams, 1850)
- Diniatys dubius (Schepman, 1913)
- Diniatys monodonta (A. Adams, 1850)
- Diniatys truncatulus (Schepman, 1913)